# Gamma Volantis
Gamma Volantis (γ Vol) – gwiazda podwójna w gwiazdozbiorze Ryby Latającej. Układ ten jest oddalony od Słońca o około 142 lata świetlne.

## Charakterystyka
Główny składnik, oznaczony jako Gamma² Volantis, to pomarańczowy olbrzym należący do typu widmowego K o obserwowanej wielkości gwiazdowej 3,77m. Mniejszy składnik, Gamma¹ Volantis, jest żółto-białym karłem należącym do typu widmowego F o jasności wizualnej 5,62m. Układ ten ma 600–700 milionów lat. Dopiero za 1,5 miliarda lat słabsza gwiazda stanie się olbrzymem; do tego czasu obecny jaśniejszy składnik odrzuci swoją otoczkę i stanie się białym karłem.
Gwiazdy są oddalone na niebie o 14,1 sekundy kątowej i dzięki różnicy barw stanowią atrakcyjny obiekt do obserwacji dla amatorów astronomii. Gołym okiem są nierozróżnialne, przez co wydają się jedną gwiazdą, jaśniejszą niż Beta Volantis (faktycznie najjaśniejsza w gwiazdozbiorze). W przestrzeni dzieli je odległość około 600 au, okrążenie wspólnego środka masy zajmuje gwiazdom około 7500 lat.